# Домевр-сюр-Везуз
Доме́вр-сюр-Везу́з (фр. Domèvre-sur-Vezouze) — коммуна во французском департаменте Мёрт и Мозель региона Лотарингия. Относится к  кантону Бламон.	

## География

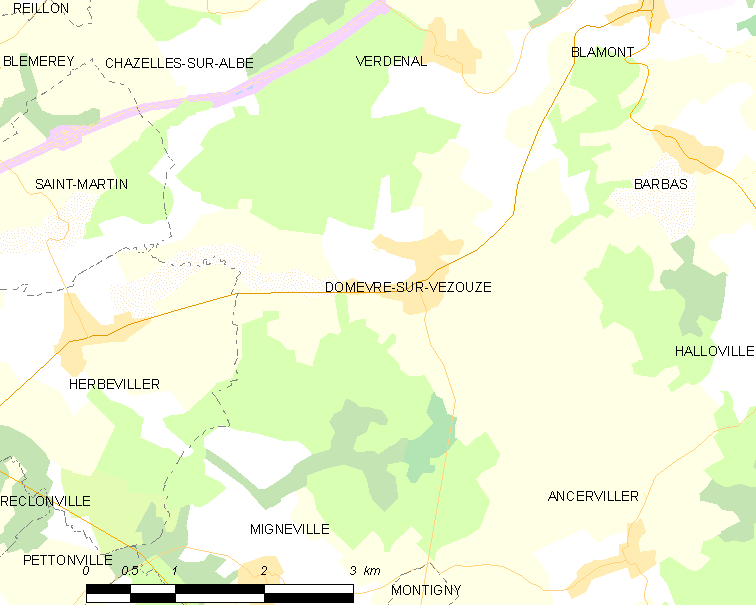
Карта Домевра-сюр-Везуз и окрестностей.

Домевр-сюр-Везуз расположен в 50 км к востоку от Нанси. Соседние коммуны: Верденаль на севере, Бламон и Барба на северо-востоке, Алловиль на востоке, Ансервиллер на юго-востоке, Миньевиль на юго-западе, Эрбевиллер и Сен-Мартен на западе.

## История
Деревня появилась в XI веке и названа Домевр в память святого Эпвра, епископа Туля VI века (лат. Domnus Aper).

### Первая мировая война
Домевр-сюр-Везуз был оккупирован немцами в начале войны 9 августа 1914 года, деревня была освобождена французскими войсками вечером 14 августа, но вновь оказалась в руках немцев вечером 22 августа. Из 187 домов 136 были сожжены, а 15 ноября 1914 года немцы приказали остававшимся жителям покинуть деревню в течение трёх часов. Домерв оказался на немецкой линии фронта. Немецкие траншеи проходит через село без изменения курса в течение 4 лет (с ноября 1914 по ноябрь 1918 года). Немцы построили в центре деревни на главной дороге бетонные бункеры вдоль фронта. Когда в конце ноября 1918 года Домевр был освобождён и жители вернулись, всё было полностью разрушено и опустошено. Не было даже признаков животных и птиц (кроме крыс). Предполагается, что за 48 месяца войны на территорию коммуны упало по крайней мере 750000 снарядов (французских и немецких).

## Демография
Население коммуны на 2010 год составляло 291 человек.
| 1962 | 1968 | 1975 | 1982 | 1990 | 1999 | 2010 |
| ---- | ---- | ---- | ---- | ---- | ---- | ---- |
| 337  | 301  | 294  | 261  | 227  | 232  | 291  |